# Phil Scott
Philip Brian "Phil" Scott, född 4 augusti 1958 i Barre i Vermont, är en amerikansk republikansk politiker. Han är Vermonts guvernör sedan 2017. Han var Vermonts viceguvernör 2011–2017.
Scott avlade 1980 kandidatexamen vid University of Vermont. År 2010 valdes han till Vermonts viceguvernör. Scott besegrade demokraten Sue Minter i guvernörsvalet i Vermont 2016. Scott valdes till en tredje mandatperiod år 2020 mot den sittande viceguvernören David Zuckerman.
Enligt en Morning Consult undersökning som släpptes i oktober 2017, guvernör Scotts godkännande betyg stod på 60 procent, vilket gör honom till den 7:e mest populära guvernören i USA. Undersökningen genomfördes mellan 1 juli 2017 och 30 september 2017 och har en felmarginal på 4 procent.